# Руші (Васлуй)
Руші (рум. Ruși) — село у повіті Васлуй в Румунії. Входить до складу комуни Пуєшть.
Село розташоване на відстані 250 км на північний схід від Бухареста, 26 км на південний захід від Васлуя, 77 км на південь від Ясс, 121 км на північ від Галаца.

## Населення
За даними перепису населення 2002 року у селі проживали 448 осіб. Рідною мовою 445 осіб (99,3%) назвали румунську.
Національний склад населення села:
| Національність | Кількість осіб | Відсоток |
| -------------- | -------------- | -------- |
| румуни         | 404            | 90,2%    |
| цигани         | 41             | 9,2%     |